# Smiley (Texas)
Smiley é uma cidade localizada no estado norte-americano do Texas, no Condado de Gonzales.

## Demografia
Segundo o censo norte-americano de 2000, a sua população era de 453 habitantes.
Em 2006, foi estimada uma população de 482, um aumento de 29 (6.4%).

## Geografia
De acordo com o United States Census Bureau tem uma área de
1,3 km², dos quais 1,3 km² cobertos por terra e 0,0 km² cobertos por água. Smiley localiza-se a aproximadamente 111 m acima do nível do mar.

## Localidades na vizinhança
O diagrama seguinte representa as localidades num raio de 36 km ao redor de Smiley.